# Allison (Iowa)
Allison – miasto w Stanach Zjednoczonych, w stanie Iowa, siedziba hrabstwie Butler.

## Demografia
W 2000 liczyło 1006 mieszkańców. W 2023 liczba mieszkańców spadła do 942 osób, a gęstość zaludnienia poniżej 124 osób/km².